# Rhinolophus megaphyllus
Rhinolophus megaphyllus är en fladdermusart som beskrevs av Gray 1834. Rhinolophus megaphyllus ingår i släktet Rhinolophus och familjen hästskonäsor. IUCN kategoriserar arten globalt som livskraftig. Inga underarter finns listade i Catalogue of Life. Wilson & Reeder (2005) skiljer mellan fem underarter.

## Utseende
Arten når en längd av 66 till 81 mm, inklusive en kort svans som är gömd i den del av flygmembranen som ligger mellan bakbenen. Vikten varierar mellan 7 och 10,5 g. Liksom andra släktmedlemmar har Rhinolophus megaphyllus en hästskoformig hudflik på näsan samt en liten spetsig hudflik. Pälsfärgen är någon slags gråbrun och undersidan är vanligen ljusare. Arten byter pälsfärg när den blir äldre och det finns små färgskillnader mellan hannar och honor. Populationen i den australiska delstaten Queensland är mera rödbrun.

## Utbredning och habitat
Denna fladdermus förekommer i östra Australien, på östra Nya Guinea och på olika öar som tillhör Bismarckarkipelagen. Den vistas i låglandet och i bergstrakter upp till 1600 meter över havet. Rhinolophus megaphyllus lever i täta tropiska skogar och den besöker trädgårdar samt odlingsmark.

## Ekologi
Kolonier med hanar och honor vilar främst i varma fuktiga grottor. Sedan européernas ankomst i Australien använder fladdermusen även gruvor som sovplats. En koloni har allmänt omkring 50 medlemmar och i sällsynta fall upp till 2000 medlemmar. Per kull föds en unge.
Arten jagar liksom sina släktingar under natten med hjälp av ekolokalisering. Dessutom har den olika läten och doftämnen för kommunikationen. Rhinolophus megaphyllus jagar flygande insekter och andra ryggradslösa djur. Den söker ofta i det täta bladverket efter byten och undviker öppna landskap.
Parningen sker under hösten (februari och mars på södra jordklotet) men den egentliga dräktigheten börjar först under juni. Fyra månader senare föds ungen. Honor bildar före ungarnas födelse egna kolonier som är skilda från hannarna. Ungen diar sin mor 6 till 8 veckor och den blir könsmogen efter 2 eller 3 år.